# Now and Then (bài hát của Beatles)
"Now and Then" là đĩa đơn của ban nhạc rock Anh the Beatles. Đĩa đơn này được phát hành vào ngày 2 tháng 11 năm 2023 dưới dạng đĩa đơn mặt A đúp, kết hợp với bản phối mới của đĩa đơn đầu tiên của ban nhạc, "Love Me Do" (1962).  Được gọi là "bài hát cuối cùng của Beatles", đĩa đơn này cũng sẽ được đưa vào bản tái bản mở rộng của tuyển tập năm 1973 1967–1970, được phát hành vào ngày 10 tháng 11 năm 2023.
Bài hát này là một bài ballad psychedelia. John Lennon đã viết và thu âm nó vào khoảng năm 1977 dưới dạng một bản demo với đàn piano solo, nhưng vẫn chưa hoàn thành. Sau khi Lennon bị sát hại vào năm 1980, bài hát được coi là đĩa đơn tái hợp thứ ba của Beatles cho dự án hồi tưởng giai đoạn 1995–1996 của họ. The Beatles Anthology, tiếp theo "Free as a Bird" và "Real Love", cả hai bản đều dựa trên bản demo của Lennon. Thay vì được đưa vào Anthology 3, bài hát đã bị gác lại gần ba thập kỷ. Sau đó bài hát này được hoàn thiện bởi những thành viên còn sống của ban nhạc: Paul McCartney và Ringo Starr với các overdub và bao gồm các bản nhạc guitar của George Harrison từ các phiên bản bị bỏ rơi năm 1995.